# Psectrocladius sordidellus
Psectrocladius sordidellus är en tvåvingeart som först beskrevs av Zetterstedt 1838.  Psectrocladius sordidellus ingår i släktet Psectrocladius och familjen fjädermyggor. Arten är reproducerande i Sverige. Inga underarter finns listade i Catalogue of Life.